# Чалдымов, Андрей Константинович
Андрей Константинович Чалдымов (24 октября 1904, Саратов — 21 декабря 1966, Москва) — советский архитектор. Директор Московского архитектурного института. Член Союза архитекторов СССР. Кандидат архитектуры. Автор типовых проектов детских садов и школ.

## Биография
Андрей Чалдымов родился 24 октября 1904 года в Саратове. После окончания Саратовского архитектурного техникума поступил в Ленинградский институт инженеров коммунального строительства (ЛИИКС).
Будучи студентом, занимался проектированием и строительством зданий для Саратова: задние конторы и склада для СарГРЭСа (1926), главное здание сельскохозяйственной станции (1928). В 1929 году участвовал в конкурсе на проект Дома-коммуны. Для конкурса 1930 года разработал проект Саратовского дома книги. Планировалось, что часть последнего третьего этажа будет отведена под сад-площадку для читателей, в дополнение к зимней читальне внутри здания. Был запроектирован электрический лифт для посетителей и грузовой подъёмник для обслуживания складов. Однако в итоге дом книги был построен по другому проекту, разработанному В. П. Дыбовым.
В 1931 году окончил ЛИИКС и был переведён в Москву. В 1933 году вступил в Союз архитекторов СССР. В 1934 году возглавил бюро № 2 института «Гипрогор», занимавшееся проектированием ряда промышленных городов. В 1935 году стал руководителем Всесоюзного института «Гипрогор». До 1942 года возглавлял ГУУЗ Комитета по делам архитектуры при СНК СССР.
В 1936 году занимался архитектурным оформлением театрального зала Московского дома пионеров и октябрят. Во второй половине 1930-х годов учился на факультете архитектурного усовершенствования Академии архитектуры СССР. Разрабатывал типовые проекты общественных зданий. Автор проектов гостиниц на 62, 154 и 228 человек. Разрабатывал типовые проекты детских садов. По проектам А. К. Чалдымова были построены детские сады в Москве (1940, 1941), Челябинске (1946), Казани (1948) и Саратове (1948). В 1942 году защитил диссертацию на соискание учёной степени кандидата архитектурных наук на тему «Архитектура детских садов».
В 1942—1945 годах (с перерывом в 1944 году) являлся директором Московского архитектурного института (МАРХИ). В 1943 году он занимался организацией переезда Ташкентского филиала института в Москву, организовал возвращение всех преподавателей МИСИ в МАРХИ. Под руководством А. К. Чалдымова в МАРХИ был возобновлён учебный процесс. Позднее был руководителем сектора Научно-исследовательского института архитектуры общественных и промышленных сооружений.
В 1950-х годах занимался вопросами проектирования школьных зданий, сделал ряд публикаций на эту тему. Выступая с критикой четырёхэтажных школ проекта Л. А. Степановой за недостаточную площадь вестибюлей, рекреаций и санузлов, разработал в 1950 году под эгидой Академии архитектуры свой типовой проект пятиэтажной школы на 880 учащихся. В ответ Л. А. Степанова подвергла жёсткой критике проект А. К. Чалдымова. Проект школы А. К. Чалдымова был принят Моссоветом, однако по ряду параметров он уступал пятиэтажным школам Л. А. Степановой и не стал массовым.
В 1952 году А. К. Чалдымов совместно с В. И. Степановым разработал типовой проект четырёхэтажной школы на 880 учащихся. По этому проекту было построено несколько школ в разных городах страны. В 1953 году совместно с В. И. Степановым и С. Г. Змеулом разработал типовой проект пятиэтажний школы на 1380 учащихся. В этом проекте в состав школьных помещений были дополнительно включены плавательный бассейн, аудитория при лаборатории физики, увеличенные лаборантские, две учительских, два кабинета завуча, два раздельных буфета. В 1954 году совместно с А. П. Великановым, С. Г. Змеулом и С. Ф. Наумовым разработал типовой проект трёхэтажной школы на 400 учащихся (кодовый номер 2-02-17). Ещё один типовой проект школы на 400 учащихся разработал совестно с Г. Д. Леладзе.
В последние годы занимал должность руководителя сектора детских учреждений ЦНИИЭП учебных зданий.
Был членом правления Московской организации Союза архитекторов, председателем секции учебных зданий правления Союза архитекторов СССР. Член КПСС.
Жил в Доме архитекторов на Ростовской набережной. Умер в Москве 21 декабря 1966 года. Похоронен на Ваганьковском кладбище.

## Сочинения
- Чалдымов А. К. Архитектура детских садов. Гос. архитектурное изд., М, 1948.
- Чалдымов А. К. Школьные здания. Предложения по типовому проектированию школьных зданий массового строительства в Москве и других крупнейших городах РСФСР. Госстройиздат, М., 1954.
- Чалдымов А. К. Основные принципы проектирования новых школьных зданий для крупных городов СССР. «Архитектура и конструкции школьных зданий». Госстройизат, М., 1954.
- Чалдымов А. К. Школьное здание и его участок, в кн.: Школоведение, под ред. А. Н. Волковского и М. П. Малышева, 2 изд., М., 1955.
- Чалдымов А. К. Новые типы общеобразовательных школьных зданий. «Архитектура СССР» № 12, 1956.
- Чалдымов А. К., Степанов В. И. Школа продлённого дня. «Архитектура СССР» № 7, 1958.
- Чалдымов А. К. Вопросы методики проектирования общественных зданий при комплексном строительстве. «Архитектура СССР» № 12 , 1958 .
- Чалдымов А. К., Степанов В. И. Экспериментальный проект школы продлённого дня на 920 мест. Сборник научных сообщений № 2. Госстройиздат, М., 1959.
- Чалдымов А. К. Проблемы проектирования новых Типов школьных зданий, «Известия АСИА СССР» № 2, 1960.
- Чалдымов А. К., Степанов В. И., Леладзе Г. Д. Новые типы зданий общеобразовательных трудовых политехнических школ. Сборник научных сообщений № 3. Госстройиздат, М., 1961.
- Чалдымов А. К. Организация общеобразовательных Труды VI сессии ACHA СССР по вопросам градостроительства. Госстройиздат, М., 1961.
- Чалдымов А. К. Новое в проектировании школьных комплексов. «Советская архитектура» № 13, 1961.
- Чалдымов А. К., Степанов В. И., Леладзе Г. Д. и др. Школы и школы-интернаты. Стройиздат, М., 1964.